# Война Пяти Королей
Война Пяти Королей — война, которая шла в вымышленном мире, изображённом в серии книг Джорджа Мартина «Песнь льда и огня», а также в сериале «Игра престолов». Её вели представители «великих домов» Вестероса: трое боролись за верховную власть, ещё двое — за статус самостоятельного правителя. Определение «Война Пяти Королей» используется на страницах книг Мартина, но там же и подвергается критике: звучит мнение, что пяти королей одновременно в Вестеросе не было. Исследователи творчества Мартина считают историческим прообразом конфликта Войны Алой и Белой розы в Англии XV века.

## Предыстория
Война Пяти Королей описана Джорджем Мартином как продолжение предыдущего конфликта — восстания Роберта Баратеона, приведшего к свержению династии Таргариенов. Баратеоны восстали против верховной власти в союзе с Арренами, Старками и Талли и одержали победу в решающем сражении при Трезубце, после чего их поддержали и Ланнистеры. Безумный король Эйерис II Таргариен был убит, Роберт занял Железный трон и женился на дочери Тайвина Ланнистера. Он правил 15 лет. В течение этого времени влияние Ланнистеров, богатейшего из «великих домов», управлявшего Западными землями, заметно усилилось. Обширный, но малонаселённый Север контролировал друг Роберта Эддард Старк, свояк королевского десницы Джона Аррена (оба были зятьями верховного лорда Речных земель Хостера Талли), Штормовыми землями правил брат Роберта Ренли Баратеон, Драконьим Камнем — ещё один брат, Станнис Баратеон. Обширный Простор находился под властью относительно незнатных Тиреллов, не имевших серьёзного политического веса, Дорном на юге — Мартеллы, связанные близким родством с Таргариенами и поэтому настороженно относившиеся к королю Роберту. Наконец, Железными островами правили Грейджои, подвергнутые при Роберте очередному разгрому и вынужденные отказаться от привычного для них пиратства.
В браке Роберта и Серсеи Ланнистер родились двое сыновей и дочь, биологическим отцом которых был в действительности брат королевы Джейме Ланнистер. Об этом узнали Джон Аррен и Станнис; первый был отравлен собственной женой, которая в послании к сестре, Кейтилин Старк, и её мужу Эддарду обвинила в случившемся Ланнистеров, второй, боясь той же участи, спешно уехал на Драконий Камень. Роберт предложил Эддарду освободившийся пост десницы и получил согласие. Приехав в столицу, Эддард догадался, кто истинный отец юных Баратеонов. Он предложил Серсее бежать вместе с детьми, но та вместо этого подстроила гибель мужа на охоте. Старк, ставший согласно завещанию лордом-протектором, был вскоре арестован и казнён как изменник, новым королём стал номинальный сын Роберта Джоффри Баратеон.
Незадолго до этого в резиденции Старков Винтерфелле неизвестный попытался убить сына Эддарда Брана. Мастер над монетой Петир Бейлиш убедил Кейтилин Старк, что покушение организовано Тирионом Ланнистером, братом Серсеи. Тирион был арестован и привезён в Долину. Аррены и Талли поддержали Кейтилин в её действиях, а отец арестованного Тайвин Ланнистер воспринял происходящее как вызов и начал собирать войска. Его вассал Григор Клиган совершил набеги на Речные Земли; Эддард Старк накануне своей гибели успел направить против него отряд во главе с Бериком Дондаррионом.

## Ход конфликта
Узнав о гибели Роберта Баратеона, оба его брата провозгласили себя королями. Станнис при этом опирался на свой статус старшего из королевских братьев и на внебрачное происхождение Джоффри. Претензии Ренли были слабо обоснованы, но благодаря своей популярности, контролю над обширными и густонаселёнными Штормовыми Землями, многочисленности вассалов и союзников (в их числе были Тиреллы) этот Баратеон имел прекрасные шансы на победу. Старший сын Эддарда Старка Роберт, как только узнал об аресте отца, собрал армию и двинулся на юг, чтобы добиться его освобождения; в пути он узнал, что Эддард казнён, и сразу после этого был провозглашён Королём Севера. Таким образом был восстановлен титул, который Старки носили прежде, чем покориться Эйегону Завоевателю. Роберту присягнули и его родичи Талли, так что к Северному королевству присоединились Речные земли.
Раньше всего боевые действия развернулись в Речных землях. Джейме Ланнистер разбил у Золотого Зуба лордов Вэнса и Пайпера, Григор Клиган разгромил отряд Берика Дондарриона. Последний был ранен, но выжил, и в дальнейшем возглавил Братство без знамён, действовавшее в тылу у Ланнистеров. Джейме одержал победу над Эдмаром Талли, осадил Риверран, но взять его не смог. Ланнистеры установили контроль почти над всем регионом, но в этот момент в Речных землях появился Робб Старк во главе большой армии. Получив подкрепление от Фреев, Робб разделил свои силы; войско Русе Болтона было разбито Тайвином Ланнистером, но сам Король Севера победил и взял в плен Джейме в Шепчущем Лесу, а потом разгромил армию, осаждавшую Риверран. В последующие месяцы в Речных землях шла малая война.
Станнис, не имевший достаточно сил для атаки столицы, двинулся против Ренли и осадил Штормовой Предел. Ренли пришёл на выручку городу со своей кавалерией, но был убит тенью, которую вызвала Мелисандра. Большая часть его войска перешла на сторону Станниса (только Лорас Тирелл увёл четыре тысячи рыцарей). Комендант Штормового Предела тоже был убит, а крепость сдалась.
В это самое время правитель Железных островов Бейлон Грейджой провозгласил себя королём и напал на Север, оставшийся беззащитным. Его люди заняли Ров Кейлин и Темнолесье, разбили Толхартов на Каменном Берегу, осадили Торрхенов Удел. Сын Бейлона Теон совершил рейд в самое сердце владений Старков и занял Винтерфелл. Однако этот поход не был поддержан Бейлоном: Винтерфелл находился слишком далеко от побережья, и его было нереально удержать. Вскоре город осадили войска Старков. На помощь Теону пришёл бастард Русе Болтона Рамси, который разбил осаждавших, а потом перебил железнорождённых и взял Винтерфелл под свой контроль.
На юге Робб Старк продолжал одерживать победы. Неожиданно для противника он двинулся на запад и разгромил при Окскроссе резервную армию Ланнистеров, а потом начал опустошать Западные земли. Тайвин двинулся спасать свои владения, но Эдмар Талли преградил ему путь и заставил отступить с большими потерями. Действуя по собственной инициативе, Эдмар разрушил стратегический план Робба, согласно которому Тайвина следовало изолировать на северо-западе Вестероса, отрезав от столицы. Ланнистеры использовали ситуацию себе на благо. Они заключили союз с Тиреллами, склонили на свою сторону 60-тысячную пешую армию, которая прежде подчинялась Ренли, и двинулись к Королевской Гавани, на которую со стороны суши и моря напал Станнис. Тирион Ланнистер организовал эффективную оборону. Флот Станниса, поднявшийся по Черноводной, был уничтожен «зелёным огнём», армия была атакована сразу с двух сторон и разгромлена, так что Станнису пришлось бежать на Драконий Камень.
Робб Старк решил на время вернуться на Север, чтобы вытеснить оттуда железнорождённых. Перед этим он должен был укрепить союз с Фреями, контролировавшими стратегически важную переправу. Однако и Фреи, и Болтоны к тому моменту уже перешли втайне на сторону Ланнистеров. На Красной свадьбе в замке Близнецы Робб, его мать и множество северных лордов были убиты, Эдмар Талли был схвачен, вся армия северян, пировавшая у стен замка, была уничтожена. После этого Уолдер Фрей стал верховным лордом Речных земель, Русе Болтон — верховным лордом Севера.
Война на этом не закончилась. Многие северные лорды сохранили верность Старкам, дядя Эдмара Талли Бринден Чёрная Рыба долго удерживал Риверран, в конце концов капитулировавший перед Джейме Ланнистером, в Речных землях продолжало действовать Братство-без-Знамён Берика Дондарриона. Болтоны постепенно вытесняли из северных земель железнорождённых (Бейлон Грейджой к тому времени погиб). Станнис Баратеон переправился с Драконьего Камня на Север, к Стене, и сначала помог Дозору разбить одичалых, а потом обратил оружие против Болтонов.
К тому моменту, когда заканчивается действие дописанных романов Джорджа Мартина, конфликт так и не закончился. Ланнистеры контролируют большую часть Вестероса, несмотря на гибель короля Джоффри и Тайвина, но не совсем ясна судьба Станниса и его армии; Бринден Чёрная Рыба бежал из Риверрана, чтобы продолжать сопротивление, Берик Дондаррион по-прежнему борется с Ланнистерами. В сериале «Игра престолов» война доведена до логического конца: Бринден погиб при капитуляции Риверрана, Станнис потерпел поражение от Болтонов и пал на поле боя. На смену Войне Пяти Королей пришли новые конфликты — война Джона Сноу, поддержанного частью северян и лордами Долины, против Болтонов и война Дейенерис Таргариен с Ланнистерами.

## В культуре
Зарождение конфликта и его ход достаточно подробно описаны Джорджем Мартином в его романах «Игра престолов», «Битва королей», «Буря мечей», «Пир стервятников», «Танец с драконами». Многие сражения показаны в сериале «Игра престолов», но и Мартин, и создатели шоу предпочитали не описывать масштабные битвы.
Исследователи считают явным историческим прообразом Войны Пяти Королей Войны Алой и Белой розы, которые шли в Англии XV века. Это признаёт и сам Мартин; Старки и Ланнистеры соотносятся с Йорками и Ланкастерами, прототип Тириона — Ричард III.